# Lista över rivna kyrkor i Rom
Detta är en lista över rivna kyrkobyggnader i Rom.
- Sant'Abbaciro ad Elephantum
- Sant'Abbaciro delle Milizie
- Santi Abdon e Sennen al Colosseo
- Sant'Agapito in Vincula
- Sant'Agnese ad Duo Furna
- Sant'Alberto Magno del Gonfalone
- Sant'Alessandro
- Amanti di Gesù e Maria al Monte Calvario
- Sant'Ambrogio in Vaticano
- Sant'Andrea Catabarbara
- Sant'Andrea de Biberatica
- Sant'Andrea della Colonna
- Sant'Andrea della Strada
- Sant'Andrea in Vincis
- Sant'Andrea Nazareno
- Sant'Angelo Custode
- Sant'Angelo
- Sant'Angelo al Corridoio
- Sant'Angelo delle Fornaci
- Sant'Aniano dei Ciabattini
- Sant'Anna dei Calzettari
- Sant'Anna dei Falegnami
- Santissima Annunziata al Foro di Augusto
- Sant'Antonio da Padova al Gianicolo
- Sant'Apollonia
- Sant'Aurea
- San Bartolomeo dei Vaccinari
- San Basilio al Foro di Augusto
- San Biagio ai Monti
- San Biagio de Mercato
- San Biagio della Fossa
- Santa Bonosa
- San Caio
- Oratorio di Santa Caterina da Siena
- Santa Cecilia all'Arco Savello
- San Cesareo alla Regola
- San Cesareo in Palatio
- Santa Chiara al Quirinale
- Santi Cosma e Damiano in Banchi
- Santa Croce a Montecitorio
- Santa Croce di Monte Mario
- Santa Croce a Via Ostiense
- Santissimo Crocifisso della Ferratella
- Santissimo Crocifisso nel Cimitero di Santo Spirito
- Sacro Cuore di Gesù a Prenestino
- San Dionisio alle Quattro Fontane
- Sant'Egidio in Trastevere
- Sant'Elena dei Credenzieri
- Sant'Eligio dei Sellari
- Santa Elisabetta de' Fornari
- Sant'Eufemia al Foro Traiano
- Sant'Eufemia in Vico Patricio
- Sacra Famiglia a Via Sommacampagna
- Santi Faustino e Giovita
- Santa Francesca Romana
- San Francesco d'Assisi alla Regola
- Santa Galla
- San Giacomo a Scossacavalli
- San Giacomo al Colosseo
- Santi Giacomo e Lorenzo Martiri
- San Giovanni Battista de' Spinellis
- San Giovanni Berchmans
- San Giovanni de' Bertoni
- San Giovanni in Campo Turriciano
- San Giovanni in Clivo Plumbeo
- San Giuliano ai Monti
- San Giuliano all'Esquilino
- San Giuliano in Banchi Nuovi
- San Giuliano l'Ospitaliere
- San Gregorio dei Muratori
- San Gregorio Taumaturgo
- Santissima Incarnazione del Verbo Divino
- Sant'Isidoro alle Terme
- San Lazzaro alla Marmorata
- Santi Leonardo e Romualdo
- San Leone
- San Lorenzo ai Monti
- San Lorenzo in Nicolanaso
- Santa Lucia alle Botteghe Oscure
- Santa Lucia della Colonna
- Santa Lucia Vecchia
- Santa Maria ad Busta Gallica
- Santa Maria dei Calderari
- Santa Maria inter Duo
- Santa Maria de Manu
- Santa Maria de Metrio
- Santa Maria della Purificazione in Banchi
- Santa Maria dei Cerchi
- Santa Maria del Carmine e Sant'Antonio
- Oratorio di Santa Maria del Carmine in Trastevere
- Santa Maria del Rosario nel Castello
- Santa Maria del Rosario nel Cimitero di Santo Spirito
- Santa Maria in Macello Martyrum
- Santa Maria in Carinis
- Santa Maria della Concezione alla Lungara
- Santa Maria della Concezione delle Cappucine
- Santa Maria della Concezione dei Sacconi Turchini
- Santa Maria della Concezione in Vaticano
- Santa Maria della Febbre
- Santa Maria della Neve al Colosseo
- Santa Maria della Purificazione ai Monti
- Santa Maria della Purificazione di Ponte
- Oratorio di Santa Maria del Riscatto
- Santa Maria della Sanità
- Santa Maria della Strada
- Santa Maria della Torre
- Santa Maria delle Grazie a Porta Angelica
- Santa Maria delle Grazie al Colosseo
- Santa Maria delle Lauretane
- Santa Maria delle Vergini
- Santa Maria Imperatrice
- Santa Maria in Campo Carleo
- Santa Maria in Posterula
- Santa Maria in Traspontina
- Santa Maria in Vincis
- Santa Maria Liberatrice al Foro Romano
- Santa Maria Maddalena al Quirinale
- Santa Maria Maddalena nello Spedale de' Pazzi
- Oratorio di Santa Maria Maggiore in Aventino
- Santa Maria Regina Coeli
- Oratorio di Santa Maria Sotto L'Arco in Vaticano
- Santa Marta in Vaticano
- San Martino ai Pelamantelli
- San Matteo in Merulana
- San Niccolò de Columna
- San Nicola degli Incoronati
- San Nicola dei Cesarini
- San Nicola de Portiis
- San Nicola de Tofo
- San Nicola in Arcione
- San Norberto
- Sant'Orsola della Pietà
- Sante Orsola e Caterina
- Antica basilica di San Pietro in Vaticano
- San Romualdo
- Oratorio di Santissimo Sacramento in San Giovanni della Malva
- San Salvatore de Arcu Trasi
- San Salvatore de Cacaberis
- San Salvatore de Molellis
- San Salvatore a Ponte Rotto
- San Salvatore de Porta
- San Salvatore in Primicerio
- San Salvatore in Thermis
- San Salvatore ad Tres Images
- Santi Sebastiano e Valentino
- Santi Sergio e Bacco al Foro Romano
- San Silvestro
- San Silvestro a Porta Settimiana
- San Simeone Profeta
- Santa Sinforosa
- Santo Spirito ai Monti
- Santo Stefano in Piscinula
- Santo Stefano del Trullo
- Santo Stefano degli Ungheresi
- Santa Teresa alle Quattro Fontane
- San Trifone
- San Trifone in Posterula
- Santissima Trinità della Missione
- Sant'Urbano a Campo Carleo
- Santi Venanzio e Ansovino
- Santi Vincenzo ed Anastasio alla Regola